# Île d'Ambre
Île d'Ambre är en ö i Mauritius.   Den ligger i distriktet Rivière du Rempart, i den nordvästra delen av landet, 25 km nordost om huvudstaden Port Louis.